# Физическая комедия
Физическая комедия — это форма комедии, ориентированная на манипулирование телом для создания юмористического эффекта. Это может быть фарс, клоунада, пантомима, физические трюки или создание смешных рожиц.
Физическая комедия возникла как часть комедии дель арте. Сейчас приёмы физической комедии иногда включают в ситкомы; например, в ситкоме «Трое — это компания» актёр Джон Риттер часто совершал пратпады (приземление на ягодицы). Мультфильмы, особенно короткометражные, также обычно изображают преувеличенную форму физической комедии (включая мультяшную физику), например, в «Том и Джерри» и «Хитрый Койот и Дорожный бегун».
К элементам фарса относятся спотыкание, скольжение, второй взгляд, столкновение, падение (или обморок) и рёв (рычание). 

## Примеры
Чарли Чаплин начал свою карьеру в кино как комик; хотя он разработал дополнительные средства комического выражения, зрелые произведения Чаплина продолжали содержать элементы фарса.
Другие комики, использующие физическую комедию в качестве средства для своих персонажей: Мартин Шорт, Бастер Китон, «Три балбеса», Лорел и Харди, Эбботт и Костелло, Бенни Хилл, Люсиль Болл, Харпо Маркс, Чеви Чейз, Дон Ноттс, Джерри Льюис, Дэнни Кэй и Джонни Левер.